# Cathédrale Notre-Dame de Papeete
Cette  cathédrale n’est pas la seule cathédrale Notre-Dame.
La cathédrale Notre-Dame de Papeete consacrée à l'Immaculée Conception est une cathédrale catholique située en Polynésie française, à Papeete (Tahiti). Cette petite église est le siège de l'archidiocèse de Papeete depuis 1966. 

## Descriptif
La cathédrale de Notre-Dame-de-l'Immaculée-Conception a été consacrée le 23 décembre 1875. Bâtie grâce à la volonté de Mgr Étienne Jaussen, premier évêque catholique de Tahiti, elle connaît une construction mouvementée qui s'étire de 1856 à 1875. Les travaux sont confiés à une cinquantaine d'ouvriers qualifiés venus de Mangareva. De dimensions modestes, elle mesure environ 40 mètres de long pour 15 mètres de large et peut accueillir jusqu'à 400 fidèles. Son clocher culmine à 39 mètres. 
Elle est la propriété de la commune de Papeete depuis la création de celle-ci en 1890. A ce titre, la commune a procédé à plusieurs campagnes de restauration. En 2005, lors de la dernière restauration en date, la cathédrale retrouve sa couleur jaune d'origine, après avoir été longtemps blanche. Son aménagement intérieur, typiquement européen au départ, évolue de plus en plus vers un style plus polynésien.

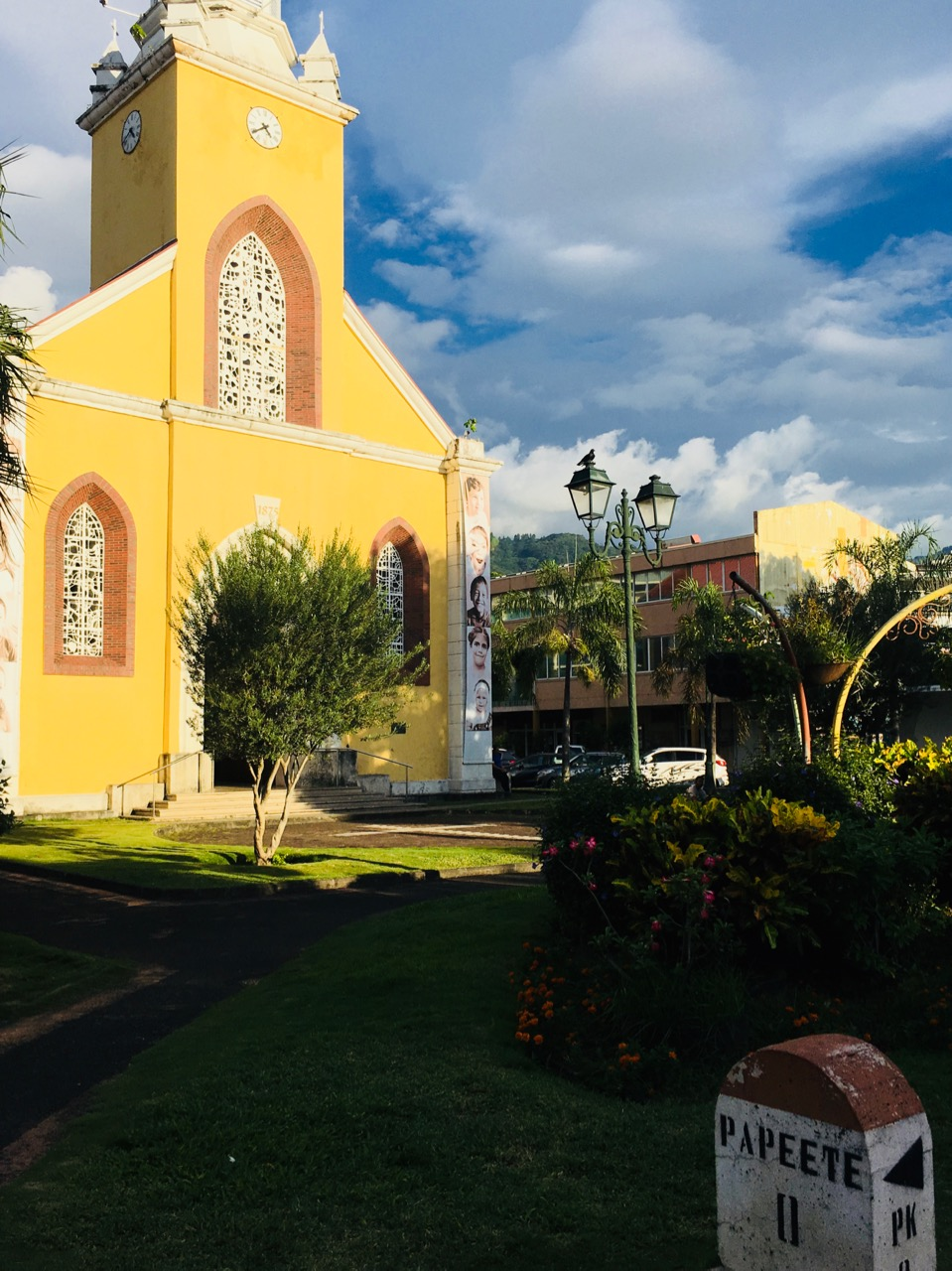
Cathédrale PK 0.

C'est devant la cathédrale qu'est situé le PK 0 à partir duquel se calculent les distances routières autour de l'île.
Du bâtiment d'origine subsistent trois éléments : le vitrail central représentant l'Enfant Jésus, debout devant la Vierge Marie, la chaire en bois de chêne ornée des quatre Évangélistes et les grandes portes d'entrée en bois. 
Parmi les éléments contemporains qui ornent l'édifice, on note les vitraux de la façade de l'artiste Yves de Saint-Front (1967) ainsi que le Chemin de croix du même artiste sur le mur côté est (1971). Les vitraux de l'abside sont de Deanna de Marigny (1989). Une mosaïque, représentant le Christ pantocrator (souverain de toutes choses), constituée de 14.000 tesselles de marbre assorties de feuilles d'or, a été réalisée par Guy Bernardin en 2008.
Enfin, une Vierge à l'Enfant en acajou, placée à l'entrée, a été offerte par le sculpteur marquisien Damien en 2010.

## Galerie

Images de la cathédrale Notre-Dame de Papeete
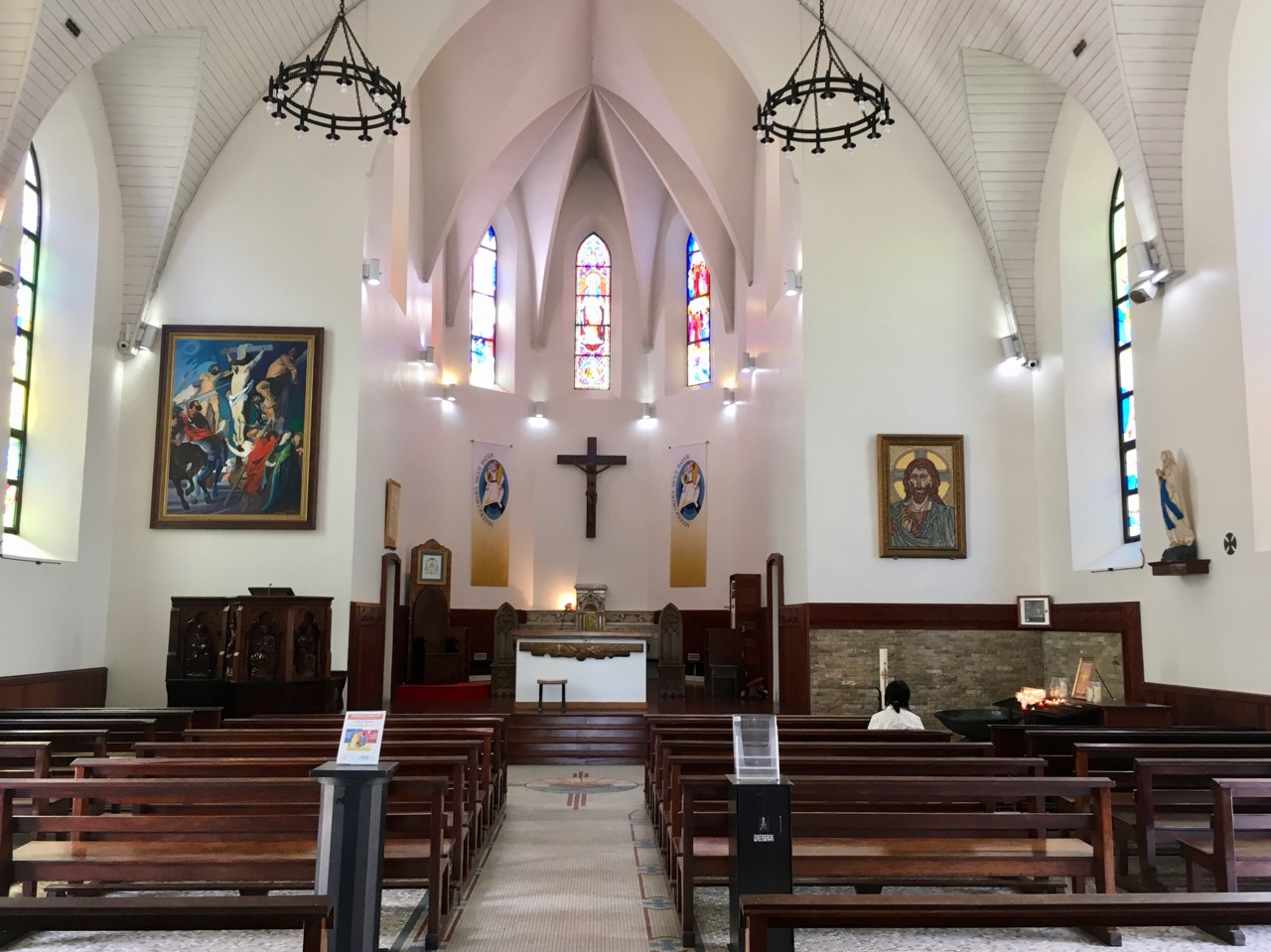
Le chœur.
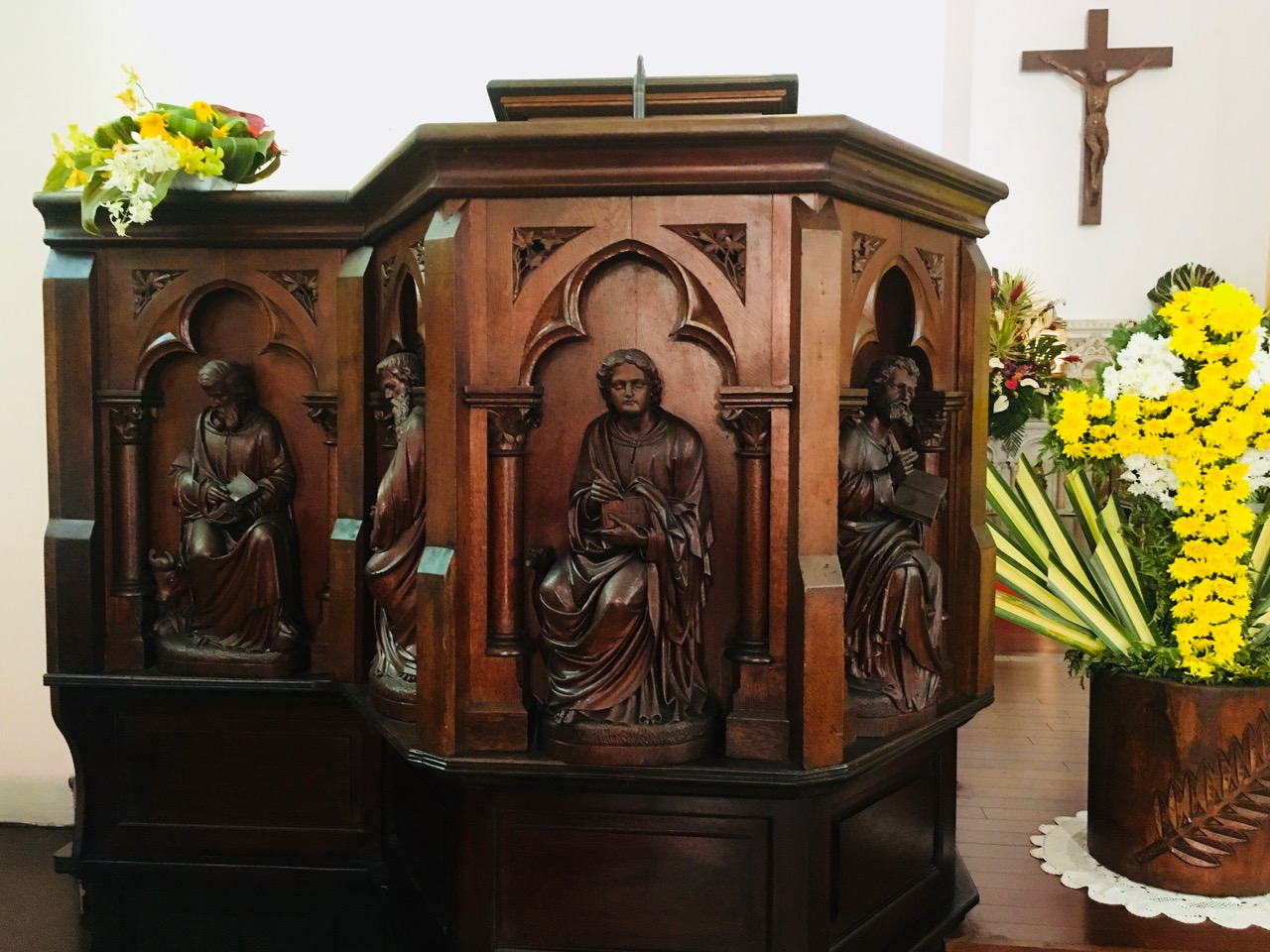
La chaire décorée des quatre Évangélistes (XIXe siècle).
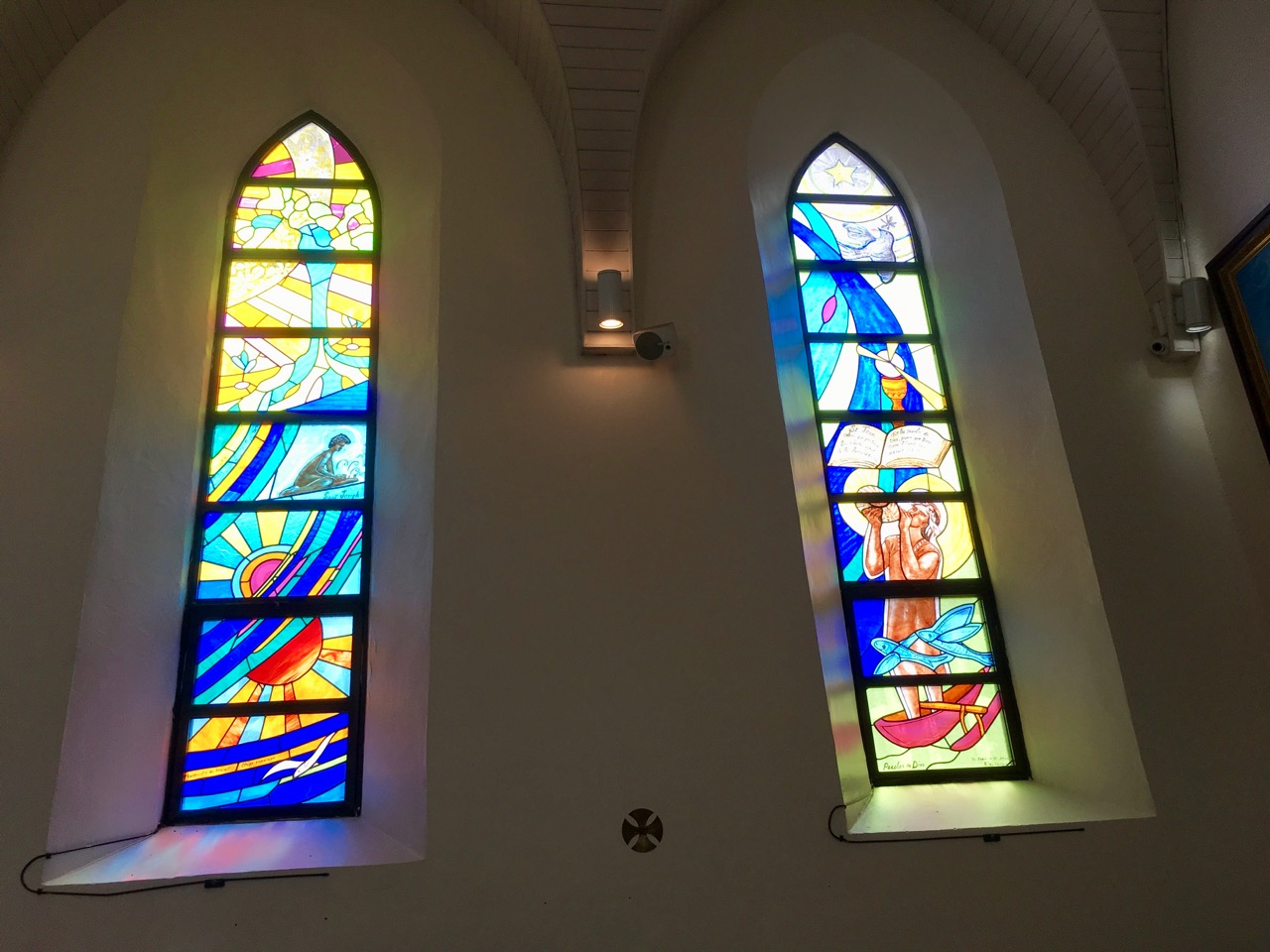
Vitraux de la cathédrale (1967).
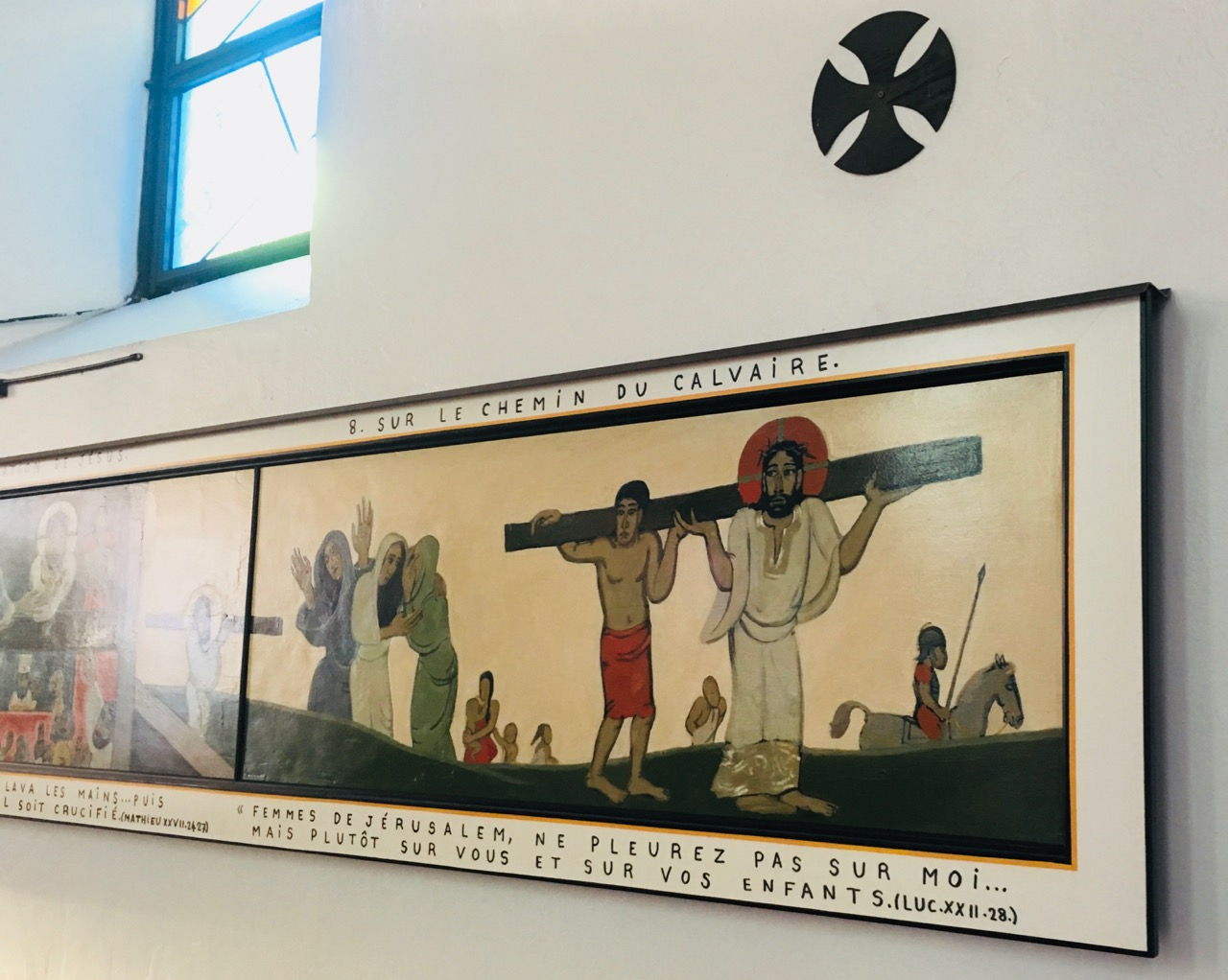
Chemin de croix sous forme d'une bande horizontale narrative (1971).
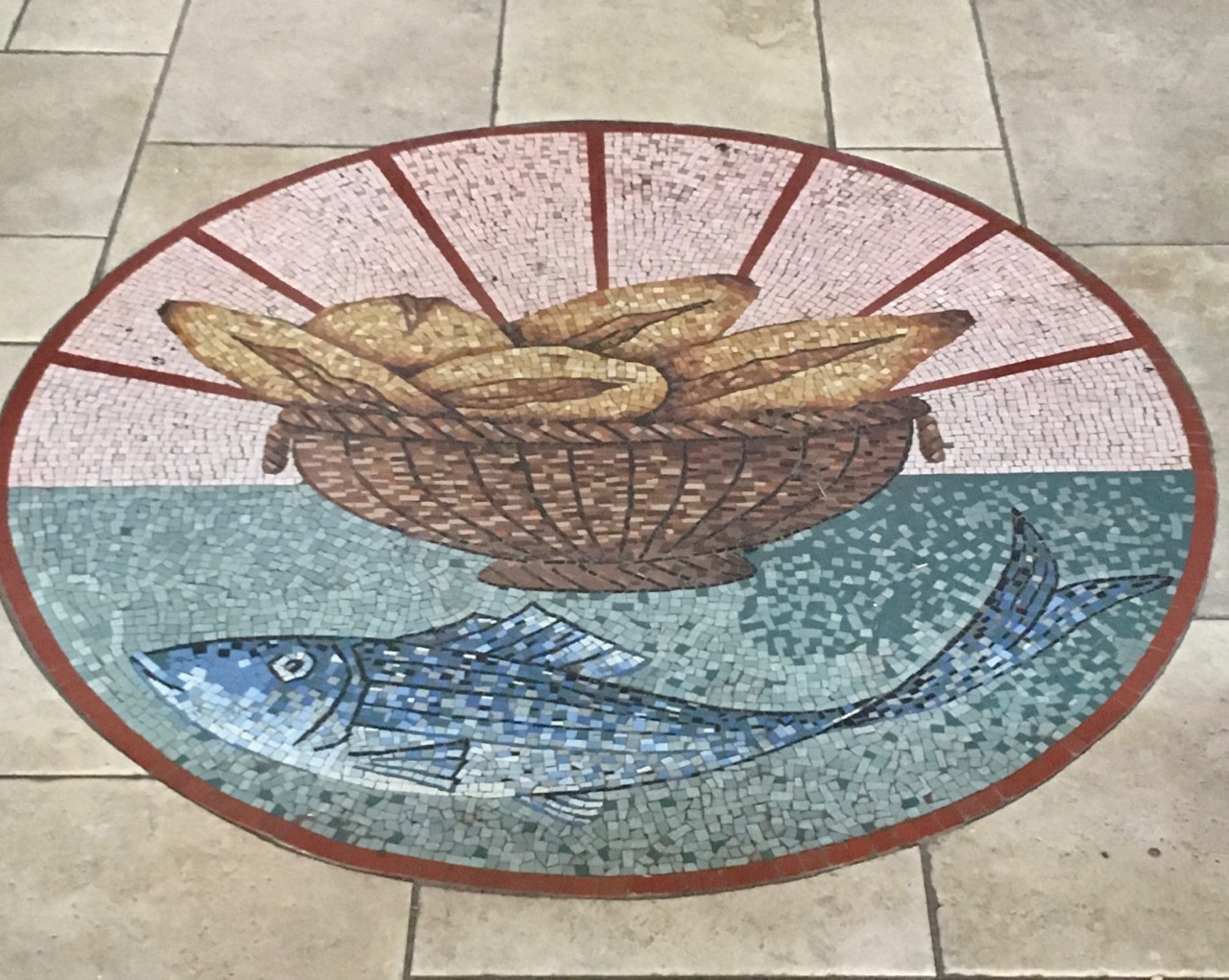
Mosaïque de l'allée centrale.
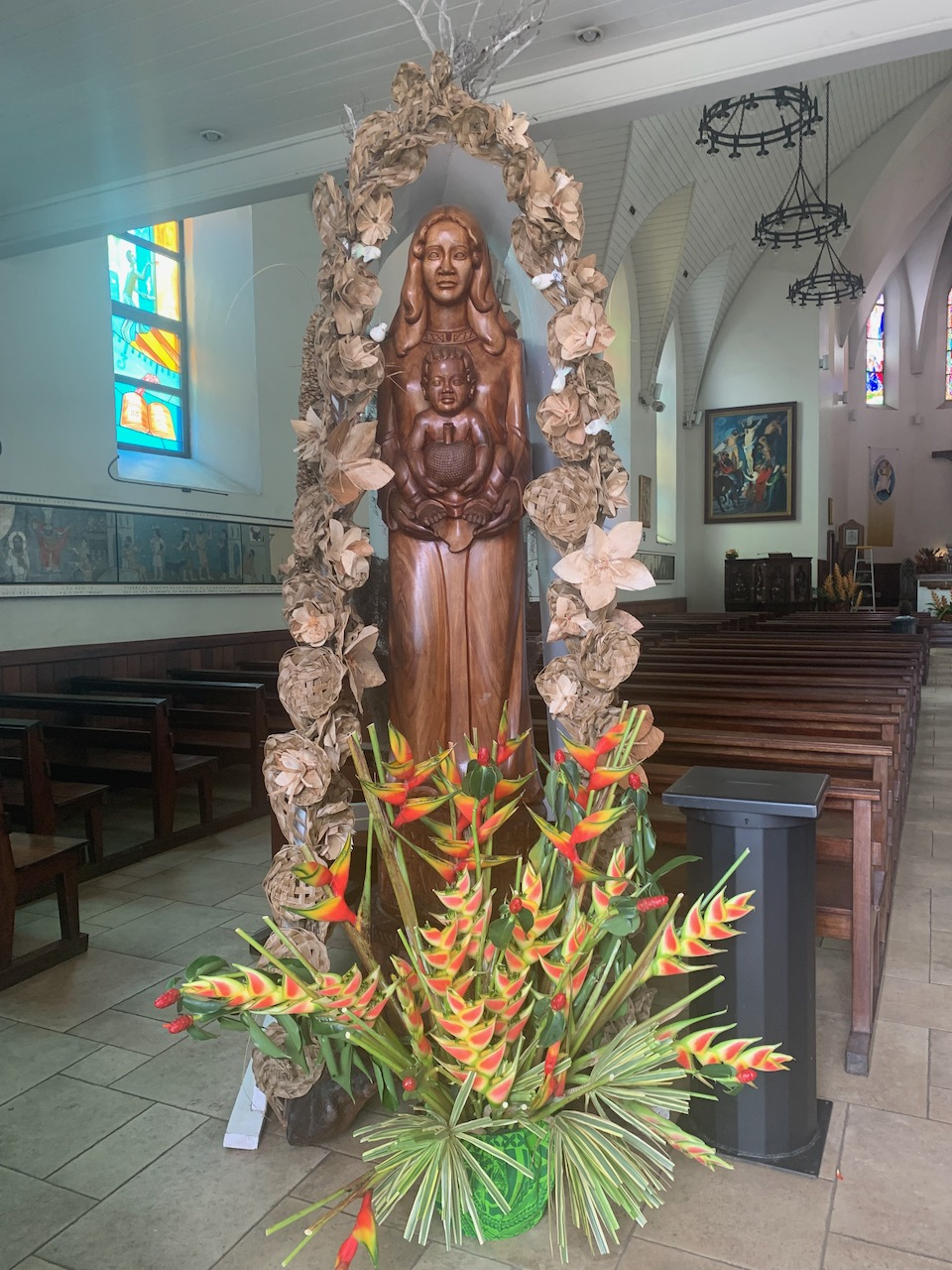
Vierge à l'Enfant du sculpteur Damien (2010).
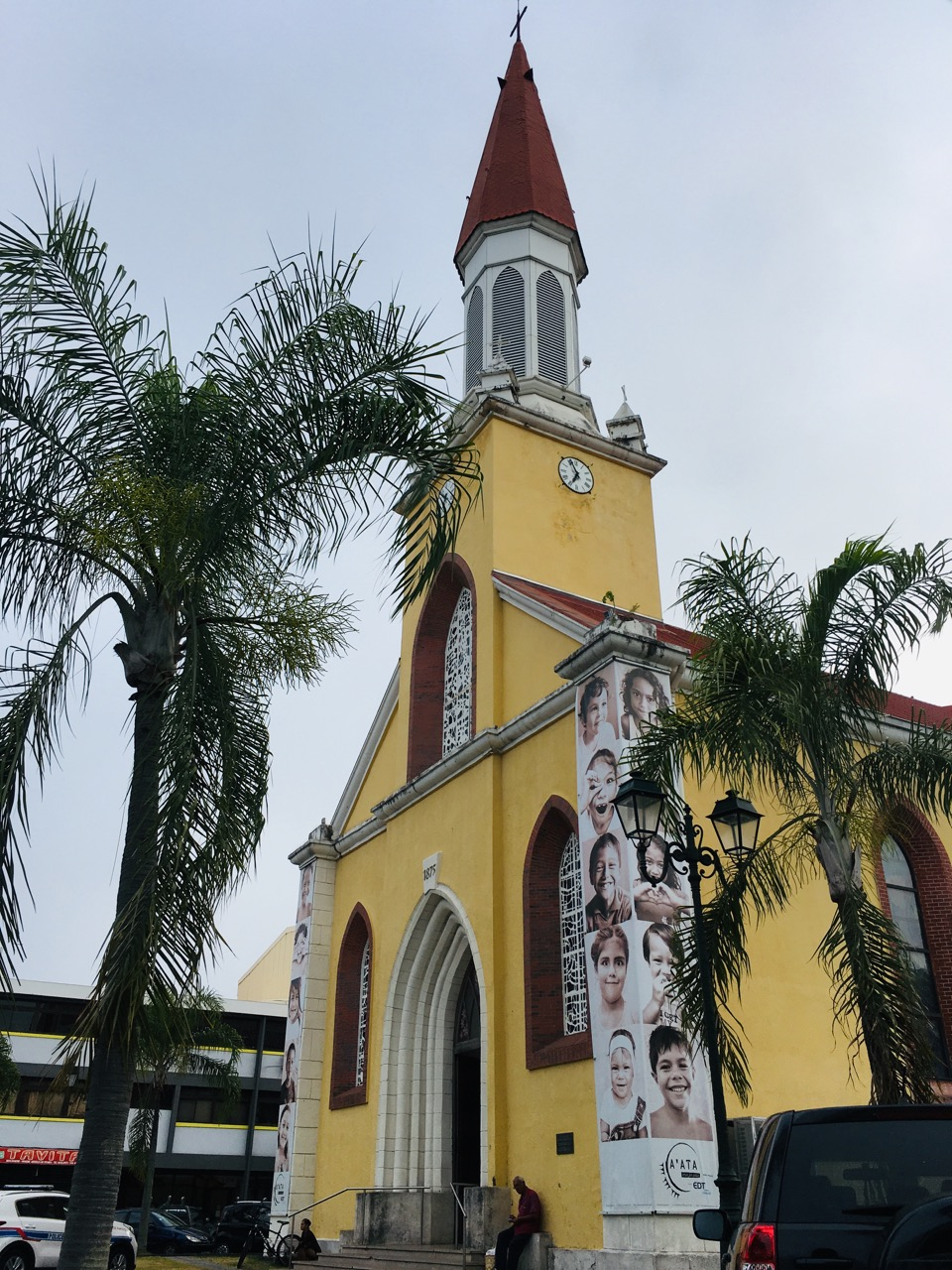
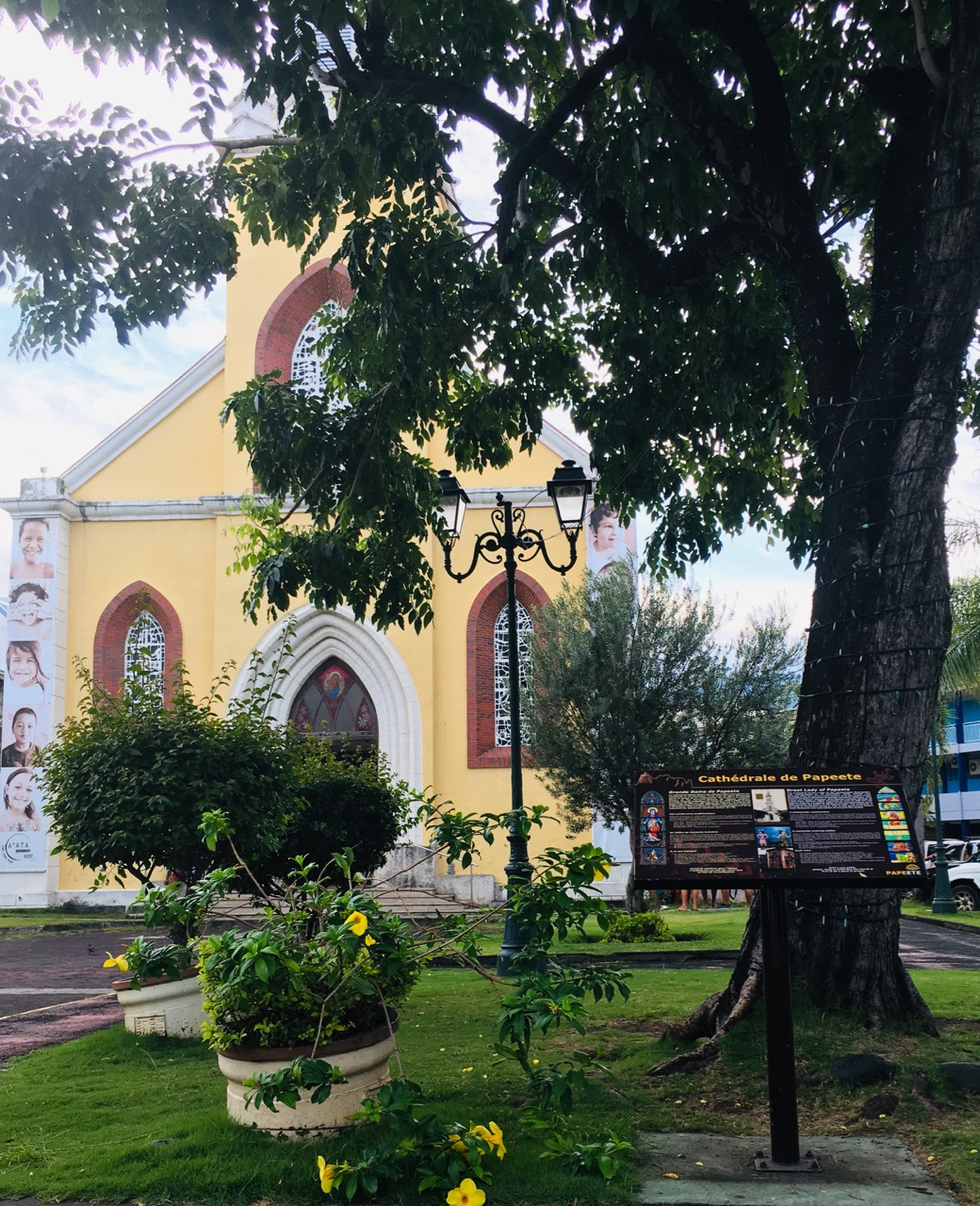
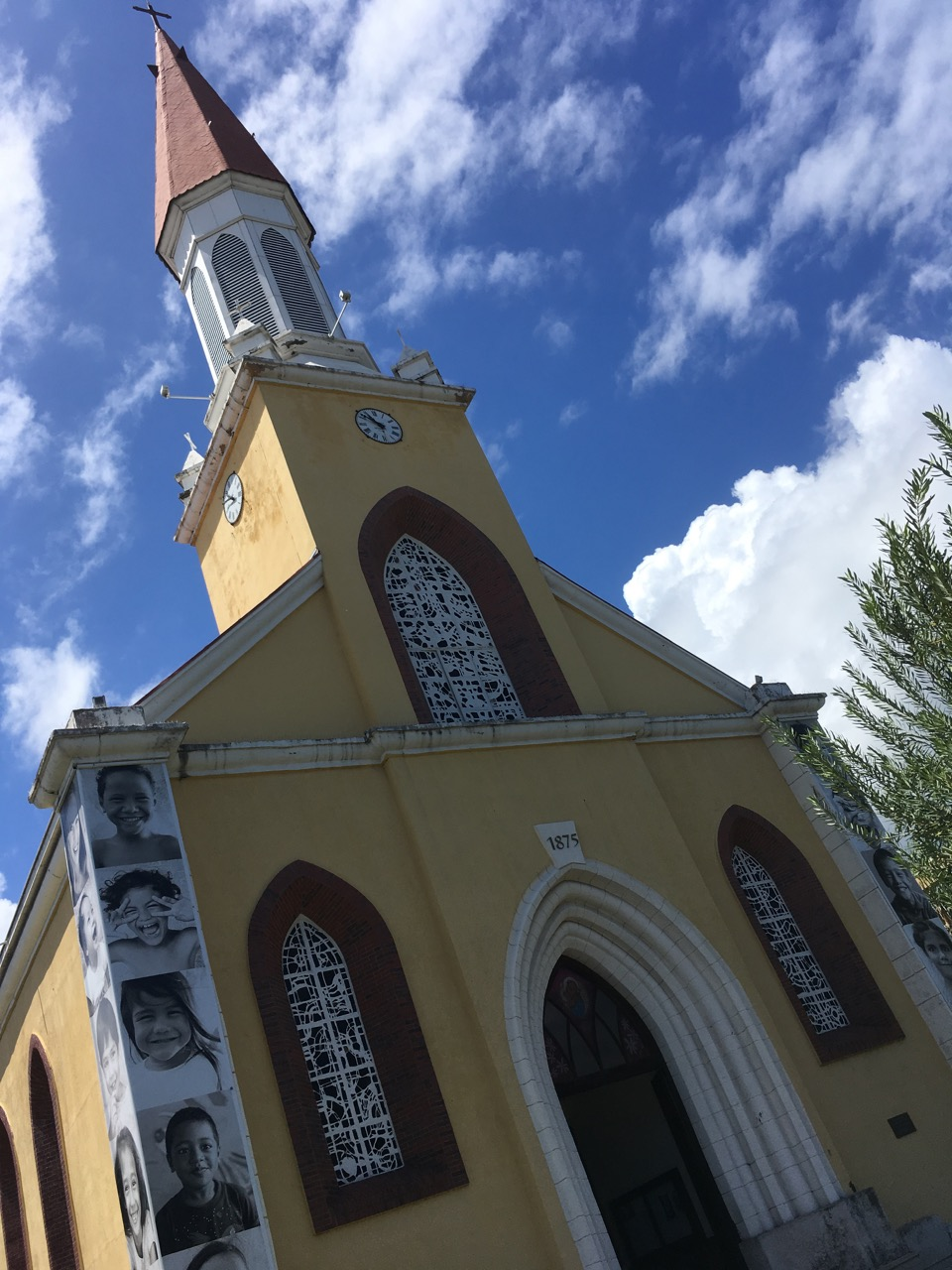